# Karl Ludwig Hencke
| Odkryte planetoidy: 2 | Odkryte planetoidy: 2 |
| --------------------- | --------------------- |
| (5) Astraea           | 8 grudnia 1845        |
| (6) Hebe              | 1 lipca 1847          |

Karl Ludwig Hencke (ur. 8 kwietnia 1793 w Driesen, obecnie Drezdenko, zm. 21 września 1866 w Marienwerder, obecnie Kwidzyn) – niemiecki urzędnik pocztowy, astronom amator, odkrywca dwóch planetoid – (5) Astraea i (6) Hebe.
Astraea była pierwszą planetoidą odkrytą po Weście, kiedy to sądzono, że istnieją tylko cztery planetoidy i inni astronomowie zarzucili poszukiwanie tych ciał niebieskich.
Był odznaczony duńskim Medalem „Ingenio et Arti” i pruskim Orderem Orła Czerwonego IV klasy.
Jego imieniem nazwano planetoidę (2005) Hencke.